# Trains du bonheur

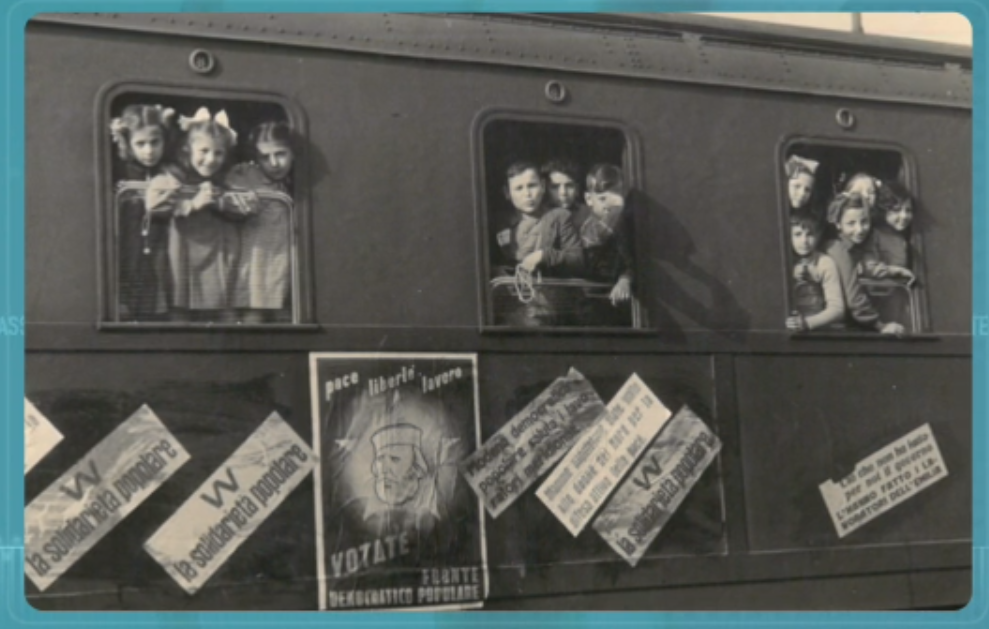
Photographie du train du bonheur qui, en 1946, emmenait les enfants napolitains à Modène pour être accueillis par des familles locales.

Les trains du bonheur, (italien : treni della felicità) sont une initiative sociale promue par le parti communiste italien dans la période d'après-guerre. Entre 1945 et 1947, plus de 70 000 enfants italiens du centre et du sud de l'Italie ont été accueillis dans des familles du nord de l'Italie, où ils ont reçu de la nourriture, des soins et un abri. Après environ deux ans, les enfants sont retournés dans leur famille, tout en gardant souvent le contact avec leur famille dans le Nord de l'Italie. Dans certains cas, les enfants sont restés dans leur nouvelle famille.

## Contexte
En 1943, avec l'avancée des Alliés en Italie, les grandes villes du Sud subissent d'énormes destructions dues aux bombardements et aux combats terrestres anglo-américains. Les familles du Sud de l'Italie, déjà en situation économique difficile avant la guerre, se retrouvent encore plus pauvres. En 1945, au lendemain de la fin de la Seconde Guerre mondiale, l'Italie est un pays brisé qui doit faire face à la reconstruction matérielle et humaine de son tissu social. Pour faire face à la situation d'urgence, des comités sont nés dans presque toutes les grandes villes pour résoudre les problèmes contingents tels que la distribution de nourriture, le déblaiement des décombres et la protection de l'enfance. La situation des enfants et des jeunes dans l'après-guerre est particulièrement dramatique, compte tenu de la rareté des produits de première nécessité et des destructions causées par la guerre,.

## Déroulement
Un premier pas a été fait par les femmes de l'Union des femmes en Italie, qui ont demandé aux familles d'Émilie-Romagne et de Ligurie d'accueillir chez elles des enfants nécessiteux : les premiers enfants sont arrivés à Reggio d'Émilie, Modène, Bologne, Gênes et La Spezia. C'est le maire de Modène, Alfeo Corassori, qui a donné le nom de « trains du bonheur » aux trains en provenance du sud de l'Italie.
Dans les années qui suivent, Palmiro Togliatti, secrétaire du PCI, demande d'étendre l'initiative à d'autres régions du centre et du sud de l'Italie : la première de ces nouvelles expériences a lieu à Cassino, en janvier 1946.
L'Église du pape Pie XII, farouchement anticommuniste, décourage ces mouvements en affirmant que les enfants seront enlevés pour être envoyés en Union soviétique.
Les trains du bonheur atteignent leur plus grand nombre de voyages entre 1946 et 1947, se développant dans le Centre et le Sud pour les départs et dans le Nord pour les arrivées.

## Dans la littérature et le cinéma
- Pasta nera, film documentaire, par Alessandro Piva, produit par Seminal Film et Cinecittà Luce, 2011
- Le roman Le Train des enfants (it) (Il treno dei bambini) de Viola Ardone, paru en 2019[11].
  - traduit de l'italien en français par Laura Brignon, Albin Michel, 2021  (ISBN 978-2226442017)
- Le Train des enfants (Il treno dei bambini), adaptation cinématographique du précédent en 2024, par Cristina Comencini, produit par Palomar (it) et distribué par Netflix.